# Calibri
Calibri é uma família tipográfica sem serifa, mais conhecida como a mais antiga fonte da suíte Microsoft Office 2007. Ela substitui a família Times New Roman (para o Microsoft Word) e Arial (para o Microsoft PowerPoint, Excel e Outlook).
O designer da família criada para a Microsoft foi Lucas de Groot, para se beneficiar da tecnologia de renderização ClearType da empresa. Calibri é uma das seis novas famílias tipográficas ocidentais (alfabeto latino, grego e cirílico) da coleção ClearType distribuídas com o Windows Vista, e a primeira sem serifa a ser utilizada como a fonte padrão do Microsoft Word. Para títulos, a Microsoft desenvolveu a fonte Cambria (No Office 2013 é usado Calibri Light como predefinição).
Em 2005, a fonte ganhou um prémio na competição de design de tipos do Type Directors Club. Em uma pesquisa realizada por pesquisadores da Wichita State University, nos Estados Unidos, Calibri era a fonte mais popular para e-mail, mensagens instantâneas e apresentações de PowerPoint. Os entrevistados também demonstraram uma alta aceitação ao uso da fonte na Internet, quando apresentados a uma imagem com um bloco de texto em várias famílias tipográficas diferentes.

## Exemplo de Calibri
O parágrafo seguinte está escrito em Calibri, caso esteja instalada no seu computador, senão é utilizada o tipo de letra monospace.

Design é um termo da língua inglesa que se refere a um determinado esforço criativo, seja bidimensional ou tridimensional, segundo o qual se projetam objetos ou meios de comunicação diversos para o uso humano. A tradução em português é portanto "projeto" e não "desenho", da qual é um falso cognato. Por este fato, ela é às vezes erroneamente traduzida como "desenho", mas não se refere diretamente ao ato de desenhar. Devido à influência da literatura inglesa e à baixa qualidade de algumas traduções, é comum encontrar nos países de língua portuguesa a palavra original, de forma que o profissional que trabalha na área de design (i.e. o projetista) é comumente chamado de designer.

ABCDEFGHIJKLMNOPQRSTUVWXYZ

abcdefghijklmnopqrstuvwxyz

1234567890

Exemplos de caracteres

IPA: /ɪgˈzɑːmpəl əv aɪpiːˈeɪ tɹɑːnˈskɹɪpʃən/.

Caracteres árabes: العربية.

Caracteres hebraicos: עברית.

Caracteres cirílicos: Кирилица.

Caracteres gregos: Ελληνικά.